# 厄勒克特拉 (无线电)

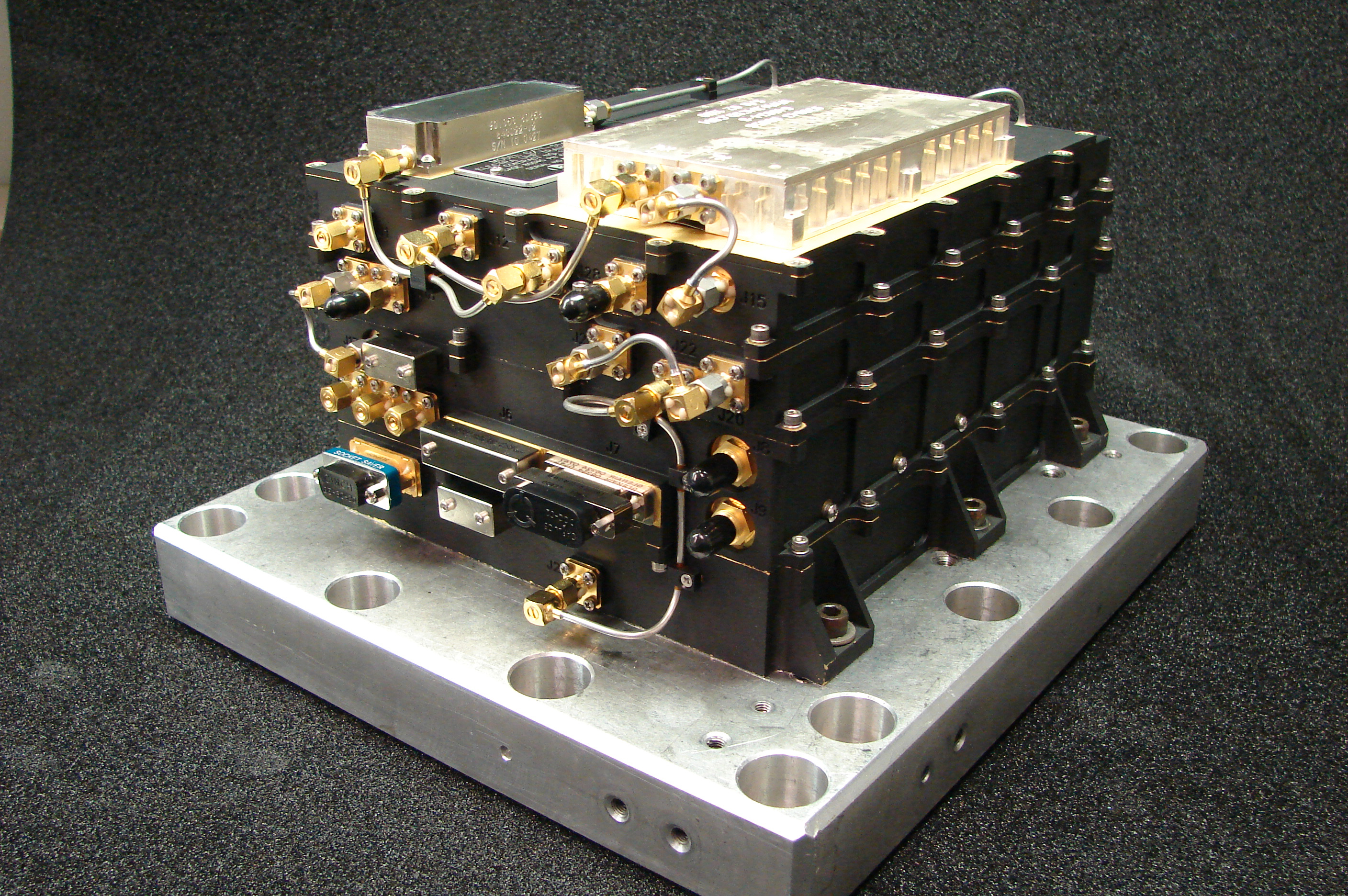
安装在2013年11月发射的火星大气与挥发物演化任务轨道器上的厄勒克特拉收发器。

厄勒克特拉（Electra）正式名称为厄勒克特拉近距链路载体，是一种电信包，充当通信中继和火星航天器和漫游车的导航辅助设备，使用这种中继器可使传回的数据量增加两到三个数量级。
厄勒克特拉的终极目标是实现更高水平的系统集成，从而以更低的成本大幅降低各类航天器的质量、功率和尺寸。

## 概述
“火星全球探勘者号”、火星奥德赛号”和“火星快车号”轨道飞行器携带了第一代特高频中继设备。在此初步经验的基础上，美国宇航局又开发了下一代中继设备，即厄勒克特拉近距链路载体，该设备首次部署在2005年发射的“火星勘测轨道飞行器”上运行。
使用火星轨道器作为无线中继，可增加从漫游车和其他着陆器传回的数据，减少了地面探测器通信所需的质量和功率。一种特别的功能是，它可在通信过程中主动调整数据速率—从地面机器人的角度看，当轨道器接近地平线时速度较慢，而当轨道器处于头顶上方时速度较快。。为经济高效地构建中继网络，美国宇航局在其每艘探测轨道飞行器上都安装了中继通信设备。2005年之后发射的火星任务利用厄勒克特拉特高频收发器来满足这些任务可能所需的所有导航、指挥和数据返回需求。到达的航天器可接收到这些信号，并确定其与火星的距离和速度，这种通信可以实现更精确的导航。
当美国宇航局的着陆器和漫游车安全着陆在火星上时，厄勒克特拉可提供精确的多普勒数据。当与“火星勘测轨道飞行器”的位置信息结合时，可准确测定着陆器或漫游车在火星表面的位置。厄勒克特拉还可利用其天底指向（直接向下指向表面）的天线为火星着陆器和漫游车提供特高频信号网覆盖，这种覆盖范围对火星上可能没有足够无线电功率来与地球直接通信的着陆器来说非常重要。

## 主要特点
- 收发器运行免费开源的RTEMS操作系统[7]
- 厄勒克特拉的软件无线电(SDR)为不断发展的中继能力提供了灵活的平台[3]；
- 使用现场可编程逻辑门阵列(FPGA)技术，可完全重编程软件/固件功能;
- 可互操作、数据传输可靠的太空数据系统咨询委员会“邻近空间链路协议”(Proximition-1 Space Link Protocol)；
- 在特高频频段上(390-450兆赫)的捷变频操作[3]；

- 集成了多普勒导航和定时服务
- 数据速率高达1兆比特/秒[2]:8。

## 应用
- 火星勘测轨道飞行器（第二代特高频，厄勒克特拉近距链路设备)[3]
- 火星科学实验室进入和着陆舱
  - 好奇号漫游车使用“厄勒克特拉简化版”
- 火星大气与挥发物演化任务轨道器
- 欧空局火星微量气体任务卫星，二台厄勒克特拉无线电[8][9]
- 洞察号着陆器
- 美国宇航局毅力号火星车[10]

## 前一代
- 火星全球探勘者号 (第一代特高频频中继设备)[3]
- 2001火星奥德赛号 (第一代特高频频中继设备)[3]
- 火星快车号 (第一代特高频频中继设备)[3]

## 另请查看
- 小型深空转发器

## 延伸阅读
- Taylor, Jim; Lee, Dennis K.; Shambayati, Shervin.  (PDF). DESCANSO设计和性能总结系列. 美国宇航局/喷气推进实验室. 2006年9月  [2022-02-13]. （原始内容 (PDF)存档于2022-05-06）.
- Webster, Guy; Neal-Jones, Nancy. . NASA. 2014年2月28日  [2022年2月13日]. （原始内容存档于2016年10月24日）.
- . 科罗拉多大学博尔德分校. 2014年11月10日  [2022年2月13日]. （原始内容存档于2022年2月13日）.